# Otto Eerelman

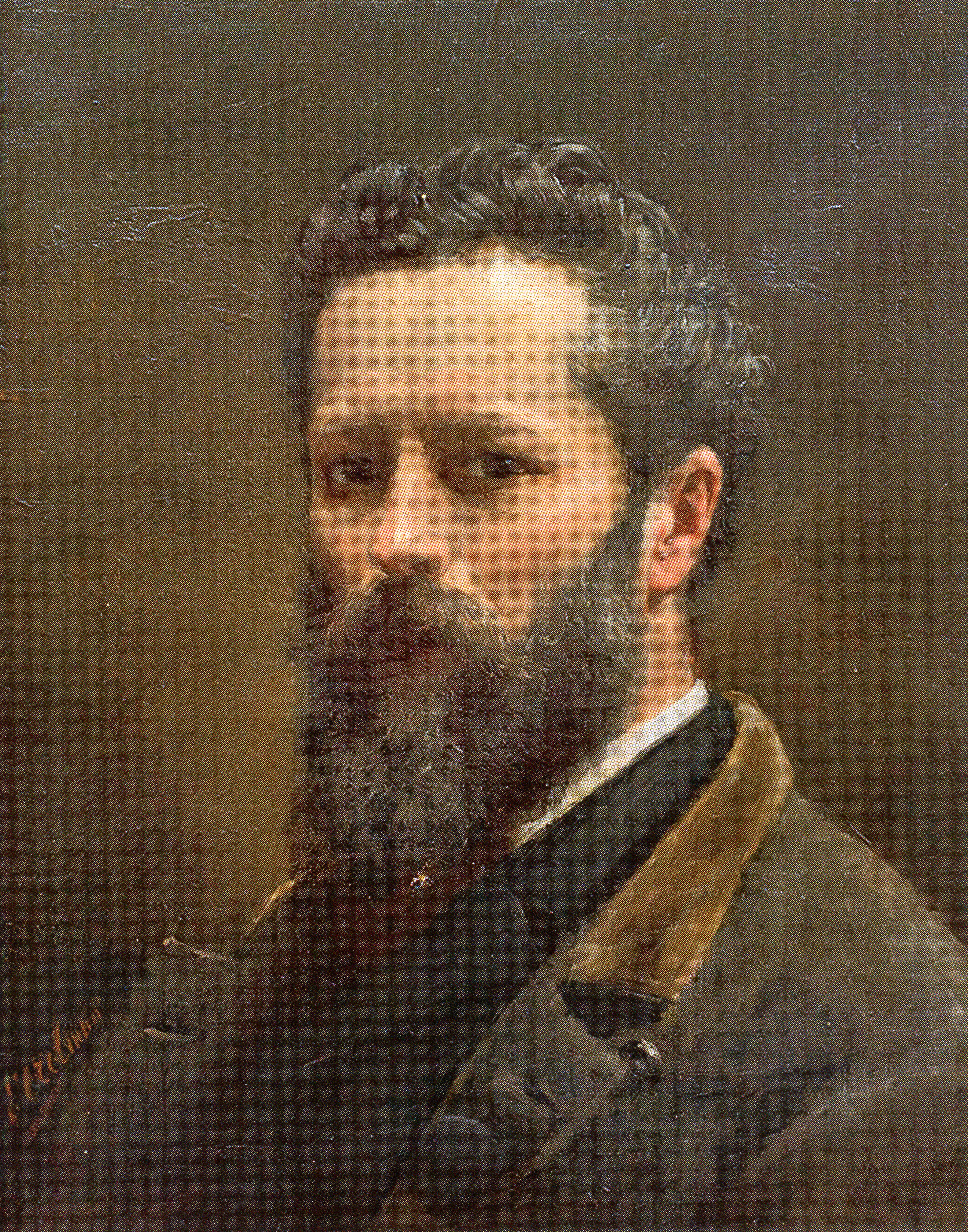
Selbstporträt (1889)

Otto Eerelman (* 23. März 1839 in Groningen, Friesland, Niederlande; † 3. Oktober 1923 ebenda) war ein niederländischer Maler, Graveur und Lithograf, der zu seiner Zeit berühmt war für seine Darstellung von Hunden und Pferden. Gleichzeitig war er Hofmaler und bekannt für seine Porträts der Prinzessin und späteren Königin Wilhelmina der Niederlande.

## Leben
Eerelmann begann seine Kunststudien an der Academie Minerva in Groningen im Jahre 1860. Nach seinem Abschluss im Jahre 1863 beschloss er noch ein weiteres Jahr an der Akademie der schönen Künste (Koninklijke Academie voor Schone Kunsten) in Antwerpen, Belgien zu studieren. 1865 verbrachte er einige Zeit im Studio von Lawrence Alma-Tadema. Nach einem kurzen Aufenthalt in Paris ging Eerelmann zurück nach Groningen, um ab dem Jahre 1867 an der Academie Minerva zu arbeiten. Die nächsten Lebens- und Arbeitsstationen waren 1874 Brüssel und dann 1875 Den Haag, wo er bis 1902 blieb. In dieser Zeit erhielt er regelmäßig Aufträge aus dem Königshaus. Im Schloss Het Loo befindet sich ein Reiterporträt aus seiner Hand, das die Königin Wilhelmina zeigt.
Aus Gesundheitsgründen verzog Eerelman nach Arnhem, bevor er 1907 zurück nach Groningen ging. Dort verstarb er 1926 als über 80-Jähriger hochgeachtet. Er wurde auf dem Südfriedhof der Stadt beigesetzt. Eine Straße in Groningen trägt seinen Namen. Im Rathaus der Stadt hängt eine Auftragsarbeit mit dem Titel Die Pferdeprämiierung auf dem Großen Markt am 28. August. Dieser Tag ist der jährliche Gedenktag wegen der am 28. August 1672 erfolgten Beendigung der Belagerung von Groningen.

## Einflüsse
Otto Eerelman wird als Schüler des Malers Johannes Hinderikus Egenberger angesehen. Seine Beziehungen zu Jozef Israëls so wie zu den Brüdern Taco und Hendrik Willem Mesdag waren tief. Mit den beiden Brüdern spielte Eerelman eine wichtige Rolle in der Kunstlievend Genootschap Pictura in Groningen. Ein Einfluss durch die Tierporträts der englischen Malers Edwin Landseer ist ebenfalls zu erkennen.